# Antoni Palka
Antoni Palka (* 31. Januar 1936 in Oświęcim; † 22. Mai 2014 ebenda) war ein polnischer Radrennfahrer.

## Sportliche Laufbahn
Palka war im Straßenradsport aktiv. Seinen ersten Einsatz für die polnische Nationalmannschaft hatte er 1961 in der Österreich-Rundfahrt. 1962 siegte er in der Tour of Małopolska und beendete das britische Milk Race auf dem 38. Rang. 1963 holte er einen Etappensieg in der Polen-Rundfahrt und im Milk Race. In der Bulgarien-Rundfahrt schied er aus. 1965 wurde er Dritter der Tour of Małopolska und 22. im Milk Race. 1968 kam er in der Tour of Małopolska hinter Marian Forma auf den zweiten Platz.
In der Internationalen Friedensfahrt 1964 wurde Palka 21. In der Tour du Saint-Laurent in Kanada wurde er Zweiter hinter André D’Haene. 1965 belegte er in der DDR-Rundfahrt den 11. Platz und war damit bester ausländischer Fahrer.
Bei den Straßenradsport-Weltmeisterschaften 1963 schied er im Rennen der Amateure aus. Bei den Weltmeisterschaften 1964 belegte er im Mannschaftszeitfahren mit dem polnischen Vierer den 8. Platz.